# Martín de Ursúa
Martín de Ursúa (fl. XVII secolo) è stato un esploratore e conquistador spagnolo durante il periodo coloniale della Nuova Spagna in America centrale.

## Biografia
È famoso per aver guidato nel 1696–97 la spedizione che causò la caduta dell'ultima roccaforte Maya, Tayasal, situata su un'isola del lago Petén Itzá, nella parte settentrionale della regione del bacino Petén nell'odierno Guatemala.